# Aucha latipennis
Aucha latipennis är en fjärilsart som beskrevs av Walker 1865. Aucha latipennis ingår i släktet Aucha och familjen nattflyn. Inga underarter finns listade i Catalogue of Life.